# 48 Persei
48 Persei (c Persei) é uma estrela na direção da Perseus. Possui uma ascensão reta de 04h 08m 39.67s e uma declinação de +47° 42′ 45.3″. Sua magnitude aparente é igual a 3.96. Considerando sua distância de 553 anos-luz em relação à Terra, sua magnitude absoluta é igual a −4.70. Pertence à classe espectral B3Ve. É uma estrela variável Gamma Cassiopeiae.